# 海軍特級上將 (美國)
海軍特級上將（英語：Admiral of the Navy）是美軍於1944年設立五星上將之前，美國海軍中最高的軍階。喬治·杜威是唯一被任命為海軍特級上將的美國海軍軍官。

## 歷史
海軍特級上將此軍階只授予過一次，授予喬治·杜威，以表彰他於1898年美西戰爭中在馬尼拉灣海戰的勝利。1899年3月2日，美國國會批准設立海軍特級上將此軍階。3月3日，美國總統威廉·麥金萊向參議院遞交了他授予喬治·杜威海軍特級上將的提名，該提名於同一天獲得參議院之批准。

## 法案文本
設立海軍特級上將軍階的法案內容如下：
由美利堅合眾國參議院和眾議院在國會通過，特此授權總統通過選拔和晉升任命海軍特級上將，該海軍特級上將不得列入退役名單除非他自己申請；當該職位因死亡或其他原因而空缺時，該職位將不復存在。